# جوائز ستارداست
جوائز ستارداست (بالإنجليزية: Stardust Awards)‏ هي حفل جوائز يُنظم سنوياً في الهند من طرف مجلة ستارداست، وتُقدّم الجوائز للعاملين المتميزين في صناعة السينما الهندية، بوليوود. أُقيمَ أول حفل بمومباي سنة 2003.

## وصلات خارجية
- صُور حفل جوائز ستارداست
- الموقع الرسمي لجوائز ستارداست نسخة محفوظة 16 فبراير 2009 على موقع واي باك مشين.